# I. e. 550
Évszázadok: i. e. 7. század – i. e. 6. század – i. e. 5. század
Évtizedek: i. e. 600-as évek – i. e. 590-es évek – i. e. 580-as évek – i. e. 570-es évek – i. e. 560-as évek – i. e. 550-es évek – i. e. 540-es évek – i. e. 530-as évek – i. e. 520-as évek – i. e. 510-es évek – i. e. 500-as évek
Évek: i. e. 555 – i. e. 554 – i. e. 553 – i. e. 552 –  i. e. 551 – i. e. 550 – i. e. 549 – i. e. 548 – i. e. 547 – i. e. 546 – i. e. 545

## Események
- II. Kurus perzsa király megdönti a Méd Birodalmat, Asztüagész király hatalmát és létrejön az Óperzsa Birodalom.

## Születések
- Miltiadész, a marathóni csata győztese (mások szerint i. e. 555 körül)